# Друга Лака
Друга Ла́ка (рос. Вторая Лака) — присілок у складі Вадінського району Пензенської області, Росія.
Населення — 23 особи (2010; 18 у 2002).
Національний склад станом на 2002 рік:
- росіяни — 100 %